# Методије Шаторов
Методије Шаторов Шарло (мкд. Методија Шаторов Шарло, буг. Методи Тасев Шаторов; Прилеп, 10. јануар 1897 — Пазарџик, 4. септембар 1944) био је македонски и бугарски комуниста и антифашиста. У периоду од 1940. до 1941. године обављао је дужност председника Покрајинског комитета КПЈ за Македонију, али је због прикључења ове покрајинске организације Бугарској комунистичкој партији, смењен с функције и искључен из Комунистичке партије Југославије.

## Биографија
Рођен је 10. јануара 1897. године у Прилепу, где је завршио основну школу. Педагошку школу је започео у Прилепу и Битољу, а завршио у Скопљу, 1915. године.
После завршетка Првог светског рата и стварања Краљевине Срба, Хрвата и Словенаца, крајем 1918. године емигрирао је у Краљевину Бугарску. У Бугарској се најпре повезао са македонском емиграцијом и учествовао у стварању организација ВМРО (Уједињена), а касније се повезао са бугарским револуционарним радничким покретом. Године 1920. постао је члан Бугарске комунистичке партије, а 1925. члан Окружног комитета БКП за Софију. Децембра 1927. године је учествовао на Другој конференцији БКП у Берлину, на којој је изабран за члана Централног комитета.
Крајем 1928. године је био ухапшен. По изласку из затвора, јула 1929. године, отишао је у Совјетски Савез где је радио у органима Коминтерни. У Бугарску се илегално враћа 1934. године и се укључује у активност организације ВМРО (Уједињене). Године 1935. је ухапшен и осуђен, као члан Обласног комитета ВМРО(у), заједно са Димитром Влаховим, Василом Ивановским и другима. После изласка из затвора одлази поново у Совјетски Савез, а одатле, у фебруару 1937. одлази у Париз где руководи техничким пунктом Централног комитета БКП за учеснике Шпанског грађанског рата. У Паризу остаје до новембра 1939. године, када се враћа у родни Прилеп.
Методије се вратио у Југославију у време када је због честих провала у редове Комунистичке партије Југославије, партијска организација у Вардарској Македонији, знатно била ослабљена. На основу договора између Коминтерне и КПЈ, Методије је, у пролеће 1940. године, примљен у чланство КПЈ, а на Првој конференцији Покрајинског комитета КПЈ за Македонију, 8. септембра 1940, изабран за политичког секретара. Био је учесник Пете земаљске конференције КПЈ, октобра 1940. године, у Загребу, када је изабран за члана Централног комитета КПЈ.
После Априлског рата и окупације Краљевине Југославије, Методије Шаторов се због дугогодишњег одсуства из земље није могао правилно оријентисати у новонасталој ситуацији и није био у стању да спроводи политику ЦК КПЈ. Уместо пароле „оружаног устанка“, он је истакао паролу „о борби за слободну совјетску Македонију“ и издао паролу да се све сакупљено оружје преда бугарским окупационим снагама.
Током лета 1941. године, док су у другим крајевима Југославије увелико отпочеле прве оружане акције партизанских одреда и стварала ослобођена територија, Шаторов је Покрајински комитет КПЈ за Македонију преименовао у Покрајински комитет радничке партије Македоније, издвојио га из Комунистичке партије Југославије и прикључио Бугарској комунистичкој партији.
У Скопљу је 17. августа 1941. године је одржао партијско саветовање на ком су присуствовали сви делегати Месних комитета КПЈ у Вардарској Македонији, изузев оних под италијанском окупацијом. Овом партијском саветовању присуствовао је и Петар Богданов, члан ЦК БКП, уместо Драгана Павловића Шиље, делегата ЦК КПЈ и Врховног штаба НОПО Југославије. На саветовању је донесена Резолуција којом је одобрена политика Методија Шаторова и политика Покрајинског комитета Македоније, као и прикључење Бугарској комунистичкој партији.
Све ово је изазвало оштре реакције од стране Комунистичке партије Југославије и њеног руководства. КПЈ се овим поводом жалила Коминтерни, која је заузела став да се Покрајински комитет Македоније врати у састав КПЈ. Методије Шаторов је тада смењен са функције секретара Покрајинског комитета и искључен из КПЈ.
После искључења из Партије, Методије одлази у Скопски партизански одред, али је убрзо добио писмо од новог руководства Покрајинског комитета, предвођеног Лазаром Колишевским, у којем му је наређено да напусти одред. После тога одлази у Софију, где се ставља на располагање Централном комитету Бугарске комунистичке партије. Јануара 1942. године постаје секретар Окружног комитета БКП за Софију, а 1943. политички комесар Треће оперативне зоне Бугарске, са средиштем у Пазарџику.
Свега неколико дана пред ослобођење Бугарске од стране Црвене армије, 4. септембра 1944. година, у једној акцији Бугарске војске против партизана, Методије је погинуо под неразјашњеним околностима у једном селу у околини Пазарџика.
Новембра 2005. године, на научном скупу у Македонској академији наука и уметности, је рехабилитован као национални борац Македоније.